# ROOKiEZ is PUNK'D
ROOKiEZ is PUNK'D（ルーキース・イズ・パンクト）は、日本のミクスチャー・ロックバンド。
2006年に結成し、2010年にデフスターレコーズよりメジャーデビュー。

## 略歴
2006年、地元千葉の高校の先輩・後輩で結成。2RASHが高校3年の時の新入生歓迎会で、Hi-STANDARDのコピーバンドをしており、同高校に入学したSHiNNOSUKEがHi-STANDARD好きという共通点があり話しかけたのがキッカケとして、2RASHの地元の友達であるTSUYOSHiが加入し、前身となるバンドを結成。
結成当初は新宿・高円寺で活動するが、渋谷に拠点を移す。当初の目標であったUZUMAKI主催のイベント出演などを経て、2007年に東京・渋谷club asiaにて、隔月第一金曜にレギュラーパーティー『BUMP ON da STYLE（バンプ・オン・ダ・スタイル）』をオーガナイズ（現在も不定期開催）。
2010年6月2日にデフスターレコーズよりシングル「コンプリケイション」でメジャーデビュー。8月11日、2枚目のシングル「eggmate of the year」を発表。
2010年をもってドラムTSUYOSHiが突然の脱退。2011年1月TSUYOSHi脱退後のライブを、サポートドラムとして参加していたドラムUが新たに正式メンバーとして加入。
2011年3月2日、3枚目のシングル「Song for...」を発表。8月24日、4枚目のシングル「IN MY WORLD」、アニメ『デュラララ!!』とのコラボ企画アルバム『DRRROOKiEZ!!〜ROOKiEZ is PUNK'D respect for DRRR!!〜』を同時発表。
2011年10月5日、16都市17公演に及ぶ全国ツアー『IN MY WORLD TOUR』を開催。またツアーファイナルにて本人達より、2012年3月自身初となる東名阪ワンマンTOUR開催と、「IN MY WORLD」に続く5枚目のシングル「ZERO SATISFACTION」の発売（2012年3月7日発売）が発表された。
2013年4月より事務所・レコード会社を離れ、ギタリストのTAKUMiが加わり4人で活動することを発表した。
2013年5月、初の海外公演となるFanimeCon2013（San Jose）にて3,000人以上のオーディエンスを沸かす。
2013年11月20日 前作より実に1年8カ月ぶりとなる6枚目のシングル「リクライム」をTOHO animation RECORDSより発表。同年12月10日より全国13公演となる『ACROSS THE HILL TOUR2013-2014』を開催。
2014年1月31日ツアーファイナルとなる渋谷CLUB QUATTROはゲストにDIRTY OLD MEN、植木豪（PaniCrew、AUTRIBE）、山下大輝（小野田坂道役）を迎え、大盛況に終わる。
2014年3月 オリジナルメンバーでもあるベース2RASHが脱退を発表。3月29日渋谷VUENOSでのワンマンをもって脱退、2RASHラストワンマンはSOLD OUTとなる。
2014年6月 昨年に引き続き2度目の海外公演となるAnimeNEXT2014（Somerset, NJ）へ参加、イベントの動員記録を見事塗り変え入場規制の大成功を収める。
6月6日よりアメリカ限定盤となる2枚目の企画アルバム「ANIME SONGS BEST U.S.LIMITED」をプライベートレーベルであるBUMP ON da STYLE RECORDSより発表。
2014年7月 病気療養中だったTAKUMiの脱退を発表。限定アコースティックLIVEとなっていた7月19日渋谷JUMPにギターとして参加、この日をもって脱退する。
2014年9月 新メンバーとして、かねてよりサポートとしてベースを担当していたRYOTAが9月9日 下北沢SHELTER公演より正式加入。前作「弱虫ペダル」に引き続き、10月スタートのTV東京系アニメ「弱虫ペダル GRANDE ROAD」のEDテーマに「リアライズ」が決定。
2014年11月 BUMP ON da STYLE TOUR東名阪開催。（名阪SOLD OUT）
2014年11月19日 前作リクライムより1年ぶりとなる7枚目のシングル「リアライズ」をTOHO animation RECORDSより発表。
2014年12月 2クール連続となる「弱虫ペダル GRANDE ROAD」OPテーマに「リマインド」が決定。「弱虫ペダル GRANDE ROAD」主題歌リリースツアー 2014-2015開催。（岡崎公演を除き全箇所SOLD OUT）
2015年2月18日 3ヶ月ぶりとなる8枚目のシングル「リマインド」をTOHO animation RECORDSより発表。
2015年3月 「リマインド」Release Tour2015を開催。（アメリカ2公演を含む全22本）TourFinal 7月19日 渋谷TSUTAYA O-Crestにて敢行。（SOLD OUT）
2015年12月16日 10ヶ月ぶりとなる9枚目のシングル「Breathing」をプライベートレーベルであるBUMP ON da STYLE RECORDSより発表。
2015年12月 "Breathing"リリースツアー2015-2016開催。
2016年6月2日 10周年記念公演を渋谷CLUB QUATTROにて開催。（ゲスト：FLOW）
2016年8月25日 10周年記念追加公演を恵比寿LIQUID ROOMにて開催。（ゲスト：SPYAIR）
2017年1月18日 10thシングル「轍 -wadachi- / ever since」リリース。
2018年9月12日 6年ぶりとなるメジャー2ndアルバム「The Sun Also Rises」をリリース。
2018年12月26日 PlayStation 4、Nintendo Switch用ゲームソフト「鬼武者（HDリマスター版）」イメージソングの配信シングル「Cleave ～一刀両断～」リリース。
2019年5月31日から無期限活動休止となる。
2020年6月14日、一夜限りの復活配信限定ライブ「we'll be back for you」を実施。
2023年4月15日、活動休止から約4年ぶりに活動を再開することが発表された。

## メンバー
- SHiNNOSUKE（シンノスケ、9月2日生、千葉県松戸市出身、A型） - ボーカル、ギター
- U（ユー、4月14日生、広島県尾道市 出身、A型） - ドラム、コーラス
- RYOTA（リョウタ、7月18日生、神奈川県横浜市出身） - ベース、コーラス。

## サポートメンバー
- KENMEI（ケンメイ、現L.O.D） - ギター
- kazuya fukuda（カズヤ フクダ、現COUNTLOST） - ギター
- 勝己（カツミ、ex.LOKA） - ベース
- 真（シン、ex.LOKA） - ギター
- KAT（カツ、ex.Septaluck） - ギター
- YOUSAY（佑聖、ユウセイ、現GUTS AND DEATH ex.THE KIDDIE） - ギター 2015年5月～現在
- 大内慶（オオウチ ケイ、ex.INKT） - ギター 2017年10月～現在

## 旧メンバー
- ko-sk（コースケ、7月15日生、福岡県福岡市出身） - ギター
2008年6月6日 渋谷asiaでの自主イベント『BUMP ON da STYLE Vol.9』をもって脱退[23]。
- TSUYOSHi（ツヨシ、11月24日生、千葉県船橋市出身） - ドラム、コーラス
2010年をもって脱退。
- 2RASH（ツラッシュ、6月25日生、アラブ首長国連邦アブダビ出身、A型） - ベース、コーラス
2014年3月29日 渋谷VUENOSでのワンマンをもって脱退。
- TAKUMi（タクミ、1985年6月10日生、秋田県湯沢市出身） -ギター
2014年7月19日 渋谷JUMPでの限定アコースティックイベントをもって脱退。

## ディスコグラフィ

### 参加作品
| 発売日         | タイトル                                               | 規格品番   | 収録曲                                  | 備考                          |
| -------------- | ------------------------------------------------------ | ---------- | --------------------------------------- | ----------------------------- |
| 2011年2月23日  | デュラララ！！ OST ベストヒット池袋 サイケデリミックス | SVWC-7747  | 22.コンプリケイション (TV Size)         | オリコン最高163位             |
| 2012年4月25日  | BLEACH BEST TRAX                                       | SVWC-7838  | 3.Song for...                           | オリコン最高4位、登場回数11回 |
| 2015年10月14日 | 弱虫ペダル テーマソングアルバム                        | THCA-60082 | 1.リクライム 9.リアライズ 10.リマインド | オリコン最高24位、登場回数3回 |

## ミュージックビデオ
| 監督       | 曲名 |
| ---------- | --- |
| TAMAKI     | 「I'm who I am」 |
| 2RASH      | 「familia」 |
| 村松亮太郎 | 「Feeling This」「IN MY WORLD」「Song for...」「ZERO SATISFACTION」「eggmate of the year」「コンプリケイション」「リクライム」 |
| 鈴木新吾   | 「Breathing」「Fight against yourself」「轍-wadachi-」                                                                         |

## タイアップ一覧
| 使用年 | 曲名                | タイアップ                                                                                |
| ------ | ------------------- | ----------------------------------------------------------------------------------------- |
| 2010年 | コンプリケイション  | MBS・TBS系アニメ『デュラララ!!』第1期オープニングテーマ（第13話 - 第25話）                |
| 2010年 | Fortune             | ABCマート CMソング                                                                        |
| 2010年 | eggmate of the year | MBS・TBS系『イチハチ』エンディングテーマ                                                  |
| 2010年 | eggmate of the year | 読売テレビ『Music&Entertainment ガチカメ7』7月度エンディングテーマ                        |
| 2011年 | Song for...         | テレビ東京系アニメ『BLEACH』エンディングテーマ（第304話 - 第316話）                       |
| 2011年 | IN MY WORLD         | MBS・TBS系アニメ『青の祓魔師』第1期オープニングテーマ（第13話 - 第25話）                  |
| 2011年 | IN MY WORLD         | GyaO「GyaO!」CMソング                                                                     |
| 2011年 | DROP                | アスキー・メディアワークス社 PSP用ゲーム「デュラララ!! 3way standoff-alley-」テーマソング |
| 2012年 | ZERO SATISFACTION   | フジテレビ系『HEY!HEY!HEY! MUSIC CHAMP』エンディングテーマ                                |
| 2012年 | Feeling This        | 読売テレビ・日本テレビ系『浜ちゃんが!』エンディングテーマ                                 |
| 2013年 | リクライム          | テレビ東京系アニメ『弱虫ペダル』第1期オープニングテーマ（第1話 - 第12話）                 |
| 2014年 | リアライズ          | テレビ東京系アニメ『弱虫ペダル GRANDE ROAD』第2期エンディングテーマ（第1話 - 第12話）     |
| 2015年 | リマインド          | テレビ東京系アニメ『弱虫ペダル GRANDE ROAD』第2期オープニングテーマ（第13話 - 第24話）    |
| 2017年 | 轍-wadachi-         | IDEA FACTORY社 PS Vita用ゲーム「花朧～戦国伝乱奇～」オープニングテーマ                    |
| 2017年 | ever since          | IDEA FACTORY社 PS Vita用ゲーム「花朧～戦国伝乱奇～」エンディングテーマ                    |
| 2018年 | Cleave ～一刀両断～ | カプコン ゲームソフト「鬼武者」イメージソング                                             |

## 出演
- 2010年06月29日・2012年07月31日 - TBS「ライブB」
- 2011年02月27日 - TX「あにてれ Presents アニソンぷらす+」
- 2011年03月04日・2013年11月22日 - TX「音流〜On Ryu〜」
- 2012年07月20日 - TX「ロック兄弟」

## 主なライブ

### ワンマンライブ・主催イベント
- 2009年05月31日 - BUMP ON da STYLE vol.14
- 2009年09月06日 - BUMP ON da STYLE vol.15
- 2009年10月02日 - L.O.D 1stアルバムリリースパーティー
- 2010年01月15日 - BUMP ON da STYLE vol.16
- 2010年03月19日 - BUMP ON da STYLE vol.17
- 2010年05月30日 - BUMP ON da STYLE vol.18
- 2010年07月04日 - BUMP ON da STYLE vol.19
- 2010年09月29日 - GAME ON da STYLE
- 2010年11月10日 - ROOKiEZ of the year
- 2012年09月〜12月 - ROOKiEZ is PUNK'D 1st Fullalbum "From Dusk Till Dawn"release tour2012
w/The ROOTLESS/universe/DUFF/ASTROGRAPH/hunch/Hundred Percent Free/BxAxG/ぺんぐ☆王/THE Hitch Lowke/true or false.../LYMRAM/my-Butterfly
- 2012年12月19日 - BUMP ON da STYLE vol.21-BUMP is still not PUNK'D-
- 2013年05月19日 - ROOKiEZ is PUNK'D presents BUMP ON da STYLE vol.22 ～MIXTURE IS NOT DEAD～break of dawn tour FINAL
- 2013年08月04日 - ROOKiEZ is PUNK'D&L.O.D presents BUMP ON da STYLE vol.23～Lucid of Dreams～『break of dawn tour SUMMER extra』FINAL
- 2013年09月28日 - BUMP ON da STYLE vol.24 -West Side Ripples-
- 2013年〜2014年 - ROOKiEZ is PUNK'D 「リクライム」release tour 『ACROSS THE HILL TOUR 2013-2014』
- 2014年12月14日〜2015年02月08日 - 「弱虫ペダル GRANDE ROAD」主題歌CDリリースツアー
- 2015年07月19日 - 『リマインド』Release Tour2015 Final